# 千葉県大学野球連盟
千葉県大学野球連盟（ちばけんだいがくやきゅうれんめい、英: Chiba Prefecture University Baseball League）とは、千葉県内に所在する大学の硬式野球部で構成された大学野球リーグである。全日本大学野球連盟の傘下団体でもある。

## 略史
1946年の学制改革を受けて翌年に全国新制大学野球連盟が発足。1952年には旧制大学連盟による全国大学野球連盟と全国新制大学野球連盟の合併と発展的解消により全日本大学野球連盟が誕生。この時点ですでに関東・甲信越地方には東京六大学野球連盟、東都大学野球連盟、東京都新制大学野球連盟、神奈川県下六大学野球連盟が存在していたが、同年から開始された全日本大学野球選手権大会の代表枠においては東京六大学リーグと東都大学リーグ以外は全て関東地区として編成され、代表決定戦を行う方法が採られた。
同年の8月に全日本大学野球選手権大会が開始されたが、千葉県大学野球連盟の結成は直前の1952年7月中旬となっている。連盟の記録によれば同年秋から総当りのリーグ戦が開始されているので、この第1回全日本大学野球選手権大会の地区予選においては実質的な連盟組織としては機能していなかったと思われる。
翌年から関東地区の名称が東部地区と改名。後に1965年の第14回大会から東部地区から東京新大学野球連盟、関東五大学野球連盟が独立し、東部地区は千葉県大学野球連盟とその他の北関東・甲信越地方の大学のみになった。（1965年のみは北関東地区となったが、翌年から再び東部地区に戻った。）以後の東部地区においては、千葉県大学野球連盟の代表校が圧倒的な強さ発揮した。
1991年に全日本大学野球選手権大会の代表枠再編に伴い東部地区大学野球連盟が解消され、晴れて連盟単独の代表権を獲得し現在に至る。
リーグの内の全体的な興亡としては、1970年代中頃までは千葉商科大学の全盛時代で、その後に千葉工業大学の黄金期を迎え、途中、東邦大学の一時台頭などがあったが、1990年代には国際武道大学の台頭が始まり黄金期を迎えている。2000年代以降は中央学院大学や東京情報大学、城西国際大学といった新興校の台頭も見られ、国際武道大学を含む4強の構図となっている。

## 沿革
※関連団体についても併記
- 1946年　学制改革が実施。
- 1947年　全国大学野球連盟と全国新制大学野球連盟が発足。
- 1952年　全国大学野球連盟と全国新制大学野球連盟が合併し全日本大学野球連盟が発足。東京六大学リーグと東都大学リーグ以外は全て関東地区として編成される。翌年までに東部地区と改称。全日本大学野球選手権が開始。
- 1952年　千葉県大学野球連盟発足。（7月11日結成式。リーグ戦開始は秋季から。）加盟校は千葉大学、千葉工業大学、順天堂大学、東京農業大学茂原キャンパス、千葉商科大学、東邦大学の六大学。
- 1964年　新人戦が開始。
- 1965年　全日本大学野球選手権大会の代表枠再編に伴い東部地区から東京新大学野球連盟、関東五大学野球連盟が独立。千葉工業大学が連盟代表として初出場。
- 1967年　秋、二回戦制を実施。
- 1970年　秋、明治神宮野球大会が開始、千葉商科大学が連盟代表として出場。
- 1972年　明治神宮野球大会の出場枠再編に伴い東部地区は関東地区2連盟（東部、東京新）に編入。
- 1973年　春、明治神宮野球大会の出場枠再編に伴い東部地区は関東地区4連盟（首都、東部、東京新、神奈川）に編入。
- 1975年　金属バットの使用が認められる。リーグを上位下位入れ替え制（上位5チーム、下位4チーム）に変更。
- 1979年　春、2部制（1部5チーム、2部4チーム）を導入。
- 1980年　明治神宮野球大会の出場枠が再編され東部地区大学野球連盟からは隔年の出場となる。同年は東部地区の代表権なし。
- 1981年　春、1部リーグでの金属バット使用は不可となる。1部2部の入れ替え戦出場チームを2校に変更。
- 1985年　秋、千葉日報により優勝旗授与。
- 1987年　春、1部2部入れ替え戦出場チームを1校に変更。
- 1990年　秋、明治神宮野球大会において国際武道大学が連盟代表として初出場。
- 1991年　春、FRPバットを2部3部のみ導入。全日本大学野球選手権大会の代表枠再編に伴い東部地区大学野球連盟を解消し、連盟単独の代表権を獲得。
- 1992年　春、DH制度導入。
- 1995年　秋、第一回千葉県大学・社会人対抗戦を実施。
- 2002年　創立50周年。
- 2005年　明治神宮野球大会における出場枠再編成に伴い、関東地区5連盟（関甲新、千葉県、東京新、首都、神奈川）による代表決定戦に出場。
- 2016年　春、タイブレーク制度(1死満塁)を導入。
- 2016年　全日本大学野球選手権大会にて中央学院大学が準優勝。
- 2017年　全日本大学野球選手権大会にて国際武道大学が準優勝。
- 2017年　開智国際大学が怪我等により人数不足で2部リーグの出場を辞退し3部へ自動降格。3部優勝の日本大学生産工学部が自動昇格。
- 2020年　新型コロナウイルスの影響により春季リーグ戦は中止。秋季は2回戦総当たりで実施。

## チーム数の変遷
| 年・期     | 全チーム数 | 1部 | 2部 | 3部 | 備考                                                                       |
| ---------- | ---------- | --- | --- | --- | -------------------------------------------------------------------------- |
| 1952年春季 | 6          | 6   | -   | -   | 千葉県大学野球連盟発足（リーグ戦は秋季より開始）                           |
| 1958年春季 | 5          | 5   | -   | -   | 順天堂大学が脱退                                                           |
| 1959年春季 | 4          | 4   | -   | -   | 東京農業大学茂原キャンパスが脱退                                           |
| 1966年秋季 | 5          | 5   | -   | -   | 淑徳大学が加盟                                                             |
| 1970年春季 | 6          | 6   | -   | -   | 東京理科大学野田が加盟                                                     |
| 1971年春季 | 7          | 7   | -   | -   | 日本大学生産工学部が加盟                                                   |
| 1973年春季 | 8          | 8   | -   | -   | 中央学院大学が加盟                                                         |
| 1974年秋季 | 9          | 9   | -   | -   | 千葉敬愛経済大学（現：敬愛大学）が加盟                                     |
| 1979年春季 | 9          | 5   | 4   | -   | 2部リーグ制に移行                                                          |
| 1984年春季 | 10         | 5   | 5   | -   | 国際武道大学が加盟                                                         |
| 1984年秋季 | 11         | 6   | 5   | -   | 1部が6チームに増加 麗澤大学が加盟                                          |
| 1989年春季 | 12         | 6   | 6   | -   | 千葉経済大学が加盟                                                         |
| 1990年春季 | 14         | 6   | 8   | -   | 八千代国際大学（現：秀明大学）、帝京技術科学大学（現：帝京平成大学）が加盟 |
| 1990年秋季 | 15         | 6   | 5   | 4   | 3部リーグ制に移行 東京情報大学が加盟                                       |
| 1992年春季 | 16         | 6   | 6   | 4   | 2部が6チームに増加 城西国際大学が加盟                                      |
| 1997年春季 | 17         | 6   | 6   | 5   | 清和大学が加盟                                                             |
| 2002年春季 | 18         | 6   | 6   | 6   | 日本橋学館大学（現：開智国際大学）が加盟                                   |
| 2007年春季 | 19         | 6   | 6   | 7   | 千葉科学大学が加盟                                                         |
| 2016年春季 | 20         | 6   | 6   | 8   | 東京成徳大学が加盟                                                         |
| 2022年春季 | 18         | 6   | 6   | 6   | 帝京平成大学、東京成徳大学が脱退                                           |
| 2024年春季 | 17         | 6   | 6   | 5   | 千葉科学大学が脱退                                                         |

## 運営方法

### 構成
加盟校数の関係から前シーズンの成績を基にし、6校で1部～3部に分けたブロック運営を行なっている。
最上位リーグを1部リーグ、中位リーグを2部、最下位リーグを3部と称する。

### 対戦方法
- 各部それぞれの方式で順位を決め、各シーズン終了後に各部の間で入れ替え戦を実施する。

#### 1部・2部
- 春季と秋季にそれぞれ2戦先勝方式の総当たりによる勝ち点制でリーグ戦を実施（引き分けは再試合）。

##### 2戦先勝方式
- 同一の対戦校に対して先に2勝したチームがその相手校との対戦に勝利したとして対戦を終了する。（1勝1敗の場合は第3戦を行い決着を付ける。）

#### 3部
- 春季と秋季にそれぞれ1戦固定方式の総当たりによる勝率制でリーグ戦を実施（引き分けも有効）。※1部,2部と方法が異なるのは構成校数が8校と2校多い為[1]。

### 順位決定方法

#### 勝ち点制
- 同一対戦校に勝ち越した場合に勝ち点1を獲得し、勝ち点が多い方が上位。勝ち点が同じ場合は全体の勝率比較によって順位を決定。
- 勝ち点も勝率も同じ場合は、優劣の決定が必要な場合に限り決定戦（プレイオフ）を行う、必要がない場合は前季リーグ戦の順位を持って決定する。
- 決定戦の成績はリーグ戦の成績に加算しない。

#### 勝率制
当該チームの全勝数を引き分け試合を除いた全試合数で割ったもの。その数値が高いチームを上位とする。

### 入れ替え戦
各部のリーグ戦の終了後に上位リーグの最下位校と下位リーグの優勝校との間で対戦を組み、勝者チームを次シーズンの上位リーグの所属とする。（敗者チームは次シーズンは下位リーグ所属となる。）
対戦方法は2戦先勝方式。

## 試合会場
80～90年代までは千葉工業大学茜浜球場で1部リーグ戦をほぼ全て行っていた。その後は千葉工大が2部落ちすることもあってか、1部はZOZOマリンスタジアム、千葉県野球場（千葉天台野球場）、青葉の森野球場、ゼットエーボールパーク、JFE東日本犬成球場、長生の森野球場、柏の葉公園野球場、城西国際大学水田記念球場等を利用しながら試合を実施している。2部以下は各大学のグラウンドや上記の公営球場も一部利用している。また、月曜日以降に試合が実施される場合は、1部が城西国際大学水田記念球場、2部が千葉工業大学茜浜球場、3部が淑徳大学更科球場を利用している。

## 歴代優勝

### 歴代優勝チーム・入れ替え戦の結果
平成以降の成績
- ◎：明治神宮野球大会出場権獲得
- ○：入れ替え戦の勝者
- ●：入れ替え戦の敗者

| 開催年   | 1部優勝                                      | 1部・2部入れ替え戦                           | 1部・2部入れ替え戦                           |                                              |                                              |
| 開催年   | 1部優勝                                      | 1部最下位                                    | 2部優勝                                      |                                              |                                              |
| -------- | -------------------------------------------- | -------------------------------------------- | -------------------------------------------- | -------------------------------------------- | -------------------------------------------- |
| 1989春   | 千葉工業大学                                 | 日本大学生産工学部○                          | 千葉大学●                                    |                                              |                                              |
| 1989秋   | 千葉工業大学                                 | 千葉商科大学○                                | 千葉大学●                                    |                                              |                                              |
| シーズン | 1部優勝                                      | 1部最下位                                    | 2部優勝                                      | 2部・3部入れ替え戦                           | 2部・3部入れ替え戦                           |
| シーズン | 1部優勝                                      | 1部最下位                                    | 2部優勝                                      | 2部最下位                                    | 3部優勝                                      |
| 1990春   | 国際武道大学                                 | 日本大学生産工学部○                          | 敬愛大学●                                    | 麗澤大学（注1）                              |                                              |
| 1990秋   | 国際武道大学◎                                | 日本大学生産工学部●                          | 千葉大学○                                    | 東京理科大学野田●                            | 八千代国際大学○                              |
| 1991春   | 国際武道大学                                 | 千葉大学○                                    | 日本大学生産工学部●                          | 八千代国際大学●                              | 東京理科大学野田○                            |
| 1991秋   | 国際武道大学                                 | 千葉大学○                                    | 敬愛大学●                                    | 東京理科大学野田○                            | 八千代国際大学●                              |
| 1992春   | 国際武道大学                                 | 千葉大学●                                    | 日本大学生産工学部○                          | 千葉経済大学（注2）                          | 東京情報大学（注2）                          |
| 1992秋   | 国際武道大学◎                                | 日本大学生産工学部●                          | 千葉大学○                                    | 東京理科大学野田○                            | 帝京技術科学大学●                            |
| 1993春   | 千葉工業大学                                 | 千葉大学●                                    | 日本大学生産工学部○                          | 東京情報大学○                                | 城西国際大学●                                |
| 1993秋   | 中央学院大学                                 | 日本大学生産工学部○                          | 千葉大学●                                    | 東京情報大学○                                | 城西国際大学●                                |
| 1994春   | 中央学院大学                                 | 千葉工業大学○                                | 淑徳大学●                                    | 東京情報大学●                                | 城西国際大学○                                |
| 1994秋   | 国際武道大学◎                                | 千葉商科大学○                                | 城西国際大学●                                | 千葉経済大学●                                | 東京情報大学○                                |
| 1995春   | 国際武道大学                                 | 日本大学生産工学部○                          | 千葉大学●                                    | 東京理科大学野田●                            | 千葉経済大学○                                |
| 1995秋   | 国際武道大学                                 | 日本大学生産工学部●                          | 城西国際大学○                                | 東京情報大学○                                | 八千代国際大学●                              |
| 1996春   | 国際武道大学                                 | 東邦大学○                                    | 日本大学生産工学部●                          | 淑徳大学●                                    | 麗澤大学○                                    |
| 1996秋   | 国際武道大学◎                                | 東邦大学●                                    | 千葉経済大学○                                | 麗澤大学●                                    | 淑徳大学○                                    |
| 1997春   | 国際武道大学                                 | 千葉経済大学○                                | 東邦大学●                                    | 敬愛大学○                                    | 帝京平成大学●                                |
| 1997秋   | 中央学院大学                                 | 城西国際大学●                                | 東邦大学○                                    | 敬愛大学○                                    | 帝京平成大学●                                |
| 1998春   | 国際武道大学                                 | 千葉経済大学●                                | 城西国際大学○                                | 敬愛大学●                                    | 秀明大学○                                    |
| 1998秋   | 国際武道大学◎                                | 東邦大学●                                    | 千葉大学○                                    | 淑徳大学●                                    | 帝京平成大学○                                |
| 1999春   | 国際武道大学                                 | 千葉大学○                                    | 東邦大学●                                    | 帝京平成大学●                                | 敬愛大学○                                    |
| 1999秋   | 国際武道大学                                 | 千葉大学○                                    | 千葉経済大学●                                | 東京情報大学○                                | 麗澤大学●                                    |
| 2000春   | 国際武道大学                                 | 千葉大学○                                    | 東京情報大学●                                | 敬愛大学○                                    | 淑徳大学●                                    |
| 2000秋   | 国際武道大学◎                                | 城西国際大学○                                | 秀明大学●                                    | 日本大学生産工学部○                          | 帝京平成大学●                                |
| 2001春   | 国際武道大学                                 | 千葉大学●                                    | 東京情報大学○                                | 日本大学生産工学部●                          | 麗澤大学○                                    |
| 2001秋   | 国際武道大学                                 | 東京情報大学○                                | 敬愛大学●                                    | 麗澤大学●                                    | 東京理科大学野田○                            |
| 2002春   | 国際武道大学                                 | 城西国際大学○                                | 敬愛大学●                                    | 秀明大学○                                    | 淑徳大学●                                    |
| 2002秋   | 中央学院大学◎                                | 千葉商科大学○                                | 千葉経済大学●                                | 秀明大学●                                    | 淑徳大学○                                    |
| 2003春   | 国際武道大学                                 | 千葉工業大学○                                | 東邦大学●                                    | 淑徳大学●                                    | 清和大学○                                    |
| 2003秋   | 国際武道大学                                 | 千葉商科大学○                                | 敬愛大学●                                    | 清和大学○                                    | 帝京平成大学●                                |
| 2004春   | 国際武道大学                                 | 城西国際大学○                                | 敬愛大学●                                    | 千葉大学●                                    | 帝京平成大学○                                |
| 2004秋   | 東京情報大学                                 | 城西国際大学●                                | 清和大学○                                    | 千葉経済大学○                                | 日本大学生産工学部●                          |
| 2005春   | 中央学院大学                                 | 千葉工業大学●                                | 城西国際大学○                                | 東邦大学●                                    | 淑徳大学○                                    |
| 2005秋   | 東京情報大学                                 | 千葉商科大学○                                | 千葉経済大学●                                | 淑徳大学●                                    | 千葉大学○                                    |
| 2006春   | 国際武道大学                                 | 城西国際大学○                                | 千葉経済大学●                                | 東京理科大学野田●                            | 日本大学生産工学部○                          |
| 2006秋   | 国際武道大学                                 | 千葉商科大学●                                | 敬愛大学○                                    | 日本大学生産工学部○                          | 東邦大学●                                    |
| 2007春   | 中央学院大学                                 | 清和大学●                                    | 千葉経済大学○                                | 日本大学生産工学部○                          | 淑徳大学●                                    |
| 2007秋   | 東京情報大学                                 | 敬愛大学●                                    | 千葉工業大学○                                | 日本大学生産工学部○                          | 麗澤大学●                                    |
| 2008春   | 中央学院大学                                 | 千葉工業大学○                                | 清和大学●                                    | 日本大学生産工学部○                          | 麗澤大学●                                    |
| 2008秋   | 国際武道大学                                 | 千葉経済大学●                                | 敬愛大学○                                    | 日本大学生産工学部○                          | 麗澤大学●                                    |
| 2009春   | 国際武道大学                                 | 敬愛大学○                                    | 清和大学●                                    | 日本大学生産工学部○                          | 日本橋学館大学●                              |
| 2009秋   | 東京情報大学                                 | 千葉工業大学●                                | 清和大学○                                    | 千葉商科大学○                                | 千葉科学大学●                                |
| 2010春   | 中央学院大学                                 | 敬愛大学●                                    | 千葉工業大学○                                | 日本大学生産工学部○                          | 千葉商科大学●                                |
| 2010秋   | 東京情報大学                                 | 清和大学○                                    | 千葉大学●                                    | 千葉科学大学●                                | 千葉商科大学○                                |
| 2011春   | 東京情報大学                                 | 千葉工業大学○                                | 千葉経済大学●                                | 日本大学生産工学部●                          | 淑徳大学○                                    |
| 2011秋   | 城西国際大学                                 | 千葉工業大学○                                | 千葉経済大学●                                | 帝京平成大学●                                | 麗澤大学○                                    |
| 2012春   | 国際武道大学                                 | 清和大学●                                    | 敬愛大学○                                    | 淑徳大学○                                    | 日本橋学館大学●                              |
| 2012秋   | 国際武道大学◎                                | 千葉工業大学●                                | 千葉経済大学○                                | 麗澤大学●                                    | 日本橋学館大学○                              |
| 2013春   | 東京情報大学                                 | 中央学院大学●                                | 清和大学○                                    | 淑徳大学○                                    | 帝京平成大学●                                |
| 2013秋   | 城西国際大学                                 | 千葉経済大学●                                | 中央学院大学○                                | 千葉工業大学○                                | 帝京平成大学●                                |
| 2014春   | 国際武道大学                                 | 清和大学○                                    | 千葉工業大学●                                | 千葉大学○                                    | 千葉科学大学●                                |
| 2014秋   | 城西国際大学                                 | 中央学院大学○                                | 千葉商科大学●                                | 千葉大学●                                    | 千葉科学大学○                                |
| 2015春   | 城西国際大学                                 | 清和大学●                                    | 千葉経済大学○                                | 千葉科学大学●                                | 帝京平成大学○                                |
| 2015秋   | 東京情報大学                                 | 千葉経済大学○                                | 千葉工業大学●                                | 帝京平成大学○                                | 千葉科学大学●                                |
| 2016春   | 中央学院大学                                 | 千葉経済大学○                                | 清和大学●                                    | 帝京平成大学○                                | 麗澤大学●                                    |
| 2016秋   | 中央学院大学                                 | 敬愛大学○                                    | 千葉商科大学●                                | 開智国際大学○                                | 千葉大学●                                    |
| 2017春   | 国際武道大学                                 | 千葉経済大学○                                | 千葉商科大学●                                | 開智国際大学○                                | 千葉大学●                                    |
| 2017秋   | 国際武道大学                                 | 千葉経済大学●                                | 清和大学○                                    | 開智国際大学（注3）                          | 日本大学生産工学部（注3）                    |
| 2018春   | 国際武道大学                                 | 清和大学○                                    | 千葉経済大学●                                | 日本大学生産工学部●                          | 千葉大学○                                    |
| 2018秋   | 国際武道大学                                 | 清和大学○                                    | 千葉商科大学●                                | 千葉大学●                                    | 日本大学生産工学部○                          |
| 2019春   | 城西国際大学                                 | 清和大学●                                    | 千葉商科大学○                                | 日本大学生産工学部●                          | 東邦大学〇                                   |
| 2019秋   | 城西国際大学                                 | 千葉商科大学●                                | 清和大学○                                    | 東邦大学〇                                   | 麗澤大学●                                    |
| 2019春   | 新型コロナウイルス感染症の影響により開催中止 | 新型コロナウイルス感染症の影響により開催中止 | 新型コロナウイルス感染症の影響により開催中止 | 新型コロナウイルス感染症の影響により開催中止 | 新型コロナウイルス感染症の影響により開催中止 |
| 2020秋   | 中央学院大学                                 | 清和大学（注4）                              | 千葉商科大学（注4）                          | 東邦大学（注4）                              | 千葉大学（注4）                              |
| 2021春   | 国際武道大学                                 | 清和大学●                                    | 千葉経済大学○                                | 東邦大学（注4）                              | 秀明大学（注4）                              |
| 2021秋   | 中央学院大学                                 | 城西国際大学○                                | 帝京平成大学●（注5）                         | 東邦大学（注6）                              | 千葉大学（注6）                              |
| 2022春   | 千葉経済大学                                 | 敬愛大学○                                    | 千葉商科大学●                                | 東邦大学●                                    | 東京理科大学野田○                            |
| 2022秋   | 国際武道大学◎                                | 千葉経済大学○                                | 千葉商科大学●                                | 千葉大学○                                    | 秀明大学●                                    |
| 2023春   | 国際武道大学                                 | 敬愛大学○                                    | 清和大学●                                    | 東京理科大学野田●                            | 秀明大学○                                    |
| 2023秋   | 国際武道大学                                 | 敬愛大学○                                    | 千葉工業大学●                                | 秀明大学○                                    | 東京理科大学野田●                            |
| 2024春   | 中央学院大学                                 | 千葉経済大学○                                | 清和大学●                                    | 秀明大学●                                    | 東京理科大学野田○                            |
| 2024秋   | 国際武道大学                                 | 東京情報大学●                                | 千葉商科大学○                                | 千葉大学○                                    | 秀明大学●                                    |
| 2025春   | 城西国際大学                                 | 敬愛大学●                                    | 東京情報大学○                                | 東京理科大学野田○                            | 秀明大学●                                    |
| 2025秋   |                                              |                                              |                                              |                                              |                                              |

- （注1）：翌シーズンより3部リーグ創設に伴い2部最下位の麗澤大学が3部に自動降格。
- （注2）：翌シーズンからの参加チーム数増加（5→6）に伴い2部からの降格チームはなし。3部優勝の東京情報大学が自動昇格した。
- （注3）：開智国際大学が怪我等により人数不足で2部リーグの出場を辞退し3部へ自動降格。3部優勝の日本大学生産工学部が自動昇格した。
- （注4）：入れ替え戦なし。
- （注5）：優勝した帝京平成大学が今季を持って脱退予定（後に東都大学野球連盟へ移籍）のため入れ替え戦を辞退したため入れ替え戦に出場したのは2位の淑徳大学。
- （注6）：帝京平成大学脱退に伴いチーム数維持のため2部·3部入れ替え戦はなし、3部優勝の千葉大学が自動昇格した。

### リーグ優勝回数
2025年春季リーグ終了時点
1部リーグ
| 優勝回数 | 大学                    |
| -------- | ----------------------- |
| 40       | 国際武道大学            |
| 25       | 千葉商科大学            |
| 23       | 千葉工業大学            |
| 16       | 中央学院大学            |
| 13       | 千葉大学                |
| 8        | 東京情報大学            |
| 7        | 東邦大学 城西国際大学   |
| 4        | 日本大学生産工学部      |
| 1        | 順天堂大学 千葉経済大学 |

2部リーグ
2024年秋季リーグ終了時点
| 優勝回数 | 大学                                                |
| -------- | --------------------------------------------------- |
| 13       | 敬愛大学（旧：千葉敬愛経済大学）                    |
| 12       | 千葉経済大学                                        |
| 10       | 清和大学 千葉商科大学                               |
| 8        | 千葉大学                                            |
| 7        | 日本大学生産工学部 東邦大学                         |
| 5        | 千葉工業大学                                        |
| 4        | 国際武道大学 城西国際大学 中央学院大学 千葉工業大学 |
| 3        | 東京情報大学                                        |
| 2        | 淑徳大学                                            |
| 1        | 秀明大学                                            |

3部リーグ
2024年秋季リーグ終了時点
| 優勝回数 | 大学                                            |
| -------- | ----------------------------------------------- |
| 10       | 帝京平成大学（旧：帝京技術科学大学）            |
| 9        | 麗澤大学 秀明大学（旧：八千代国際大学）         |
| 7        | 淑徳大学                                        |
| 5        | 東京理科大学野田                                |
| 4        | 千葉科学大学 千葉大学 日本大学生産工学部        |
| 3        | 城西国際大学 日本橋学館大学（現：開智国際大学） |
| 2        | 東京情報大学 千葉商科大学 東邦大学              |
| 1        | 千葉経済大学 敬愛大学 清和大学                  |

### 全国大会成績
※大学選手権＝全日本大学野球選手権大会出場回数、神宮大会＝明治神宮大会出場回数。（大学選手権と神宮大会の実績はリーグ発足以前も含む）
| 学校               | 最終出場大会      | 全国大会 合計出場回数 | 大学選手権 | 神宮大会 | 備考                                                      |
| ------------------ | ----------------- | --------------------- | ---------- | -------- | --------------------------------------------------------- |
| 国際武道大学       | 2023年 大学選手権 | 28                    | 21         | 7        | 全日本大学野球選手権大会準優勝：2回                       |
| 千葉商科大学       | 1987年 大学選手権 | 13                    | 10         | 3        | 明治神宮大会ベスト4：1回                                  |
| 中央学院大学       | 2024年 大学選手権 | 11                    | 8          | 3        | 全日本大学野球選手権大会準優勝：1回 明治神宮大会優勝：1回 |
| 千葉工業大学       | 1993年 大学選手権 | 9                     | 8          | 1        | 全日本大学野球選手権大会ベスト4：1回                      |
| 東邦大学           | 2006年 大学選手権 | 5                     | 3          | 2        |                                                           |
| 城西国際大学       | 2025年 大学選手権 | 4                     | 3          | 1        | 明治神宮大会ベスト4：1回                                  |
| 日本大学生産工学部 | 1985年 大学選手権 | 3                     | 3          | 0        |                                                           |
| 東京情報大学       | 2013年 大学選手権 | 2                     | 2          | 0        |                                                           |
| 千葉経済大学       | 2022年 大学選手権 | 1                     | 1          | 0        |                                                           |

## 加盟大学（2024年秋季リーグ）

### 1部リーグ
- 中央学院大学
- 国際武道大学
- 城西国際大学
- 敬愛大学（旧：千葉敬愛経済大学）
- 東京情報大学
- 千葉経済大学

### 2部リーグ
- 清和大学
- 千葉商科大学
- 淑徳大学
- 千葉工業大学
- 千葉大学
- 東京理科大学野田

### 3部リーグ
- 秀明大学（旧：八千代国際大学）
- 日本大学生産工学部
- 麗澤大学
- 東邦大学
- 開智国際大学（旧：日本橋学館大学、2017年秋季は怪我等により部員不足となり出場を辞退、翌2018年春季、2023年春季・秋季も出場辞退）

### 過去に加盟していた大学
- 東京歯科大学（1953年秋に加盟するが1季限りで脱退）
- 順天堂大学（創設時に加盟、1957年秋季限りで脱退。現在は東都大学野球連盟に所属）
- 東京農業大学茂原キャンパス（創設時に加盟、1958年秋季限りで脱退。）
- 帝京平成大学（旧：帝京技術科学大学、1990年に加盟、2021年秋季限りで脱退。現在は東都大学野球連盟に所属）
- 東京成徳大学（2016年春季に加盟、2021年秋季限りで脱退）
- 千葉科学大学（2007年春季に加盟、2023年春季・秋季を出場辞退し、同年限りで脱退）